# Химушин, Фёдор Фёдорович
Фёдор Фёдорович Химушин (1903—1986) — советский учёный-металлург, доктор технических наук (1963), профессор (1965). Лауреат Государственной премии СССР.
Пионер разработки и внедрения нержавеющих и кислотоупорных сталей, жаропрочных сплавов для высоконагруженных и высокотемпературных узлов авиационных газотурбинных двигателей.

## Биография
Родился 18 марта 1903 года в селе Высокиничи (ныне — село в Калужской области).
Окончил химический факультет МВТУ (1930). Работал в ЦАГИ (с 1930), затем в ВИАМ (1932—1982) — инженер (1932), начальник лаборатории (1938).
За полвека творческой деятельности в ВИАМе под руководством и при непосредственном участии Ф. Ф. Химушина было разработано более 50 новых жаропрочных материалов для различных деталей авиационных двигателей — рабочих лопаток, дисков, турбин и компрессоров, сопловых аппаратов, корпусов и др.
Участвовал в чтении лекций в других вузах страны, в частности, в МИСиС.
Фёдор Химушин — автор ряда монографий, более 200 научных трудов и изобретений, наиболее известные из них — «Нержавеющие стали», «Жаропрочные стали и сплавы».
Умер 21 января 1986 года. Похоронен на Ваганьковском кладбище (уч. 1).

## Награды и премии
- 3 ордена Трудового Красного Знамени (16.09.1945; 1949; 1957)
- медали
- Государственная премия СССР (1968)